# Sebastian Tyrała
Sebastian Tyrała (Racibórz, 1988. február 22. –) lengyel születésű német labdarúgó, az FC Rot-Weiß Erfurt középpályása.